# La donna e la tigre
La donna e la tigre (His Tiger Wife)  è un film muto del 1928 diretto da Hobart Henley. La sceneggiatura si basa su The Grand Duchess and the Waiter, adattamento in inglese di Harry Graham di La Grande-duchesse et le garçon d'étage, commedia francese di Alfred Savoir andata in scena a Parigi il 15 maggio 1924 e ripresa a Broadway nell'ottobre 1925 con protagonista Elsie Ferguson.
La Paramount aveva già prodotto nel 1926 un altro adattamento del lavoro di Savoir con il film La granduchessa e il cameriere che, diretto da Malcolm St. Clair, aveva sempre come interprete principale Adolphe Menjou. La commedia ebbe un'ulteriore trasposizione cinematografica nel 1934 con Here Is My Heart (distribuito in Italia con lo stesso titolo La granduchessa e il cameriere), un musical con Bing Crosby e Kitty Carlisle.

## Produzione
Il film fu prodotto dalla Paramount Famous Lasky Corporation.

## Distribuzione
Il copyright del film, richiesto dalla Paramount Famous Lasky Corp., fu registrato il 9 giugno 1928 con il numero LP25353.
Distribuito dalla Paramount Pictures e presentato da Jesse L. Lasky e Adolph Zukor, il film uscì nelle sale cinematografiche statunitensi il 27 maggio 1928.